# Kornis János
Göncz-ruszkai gróf Kornis János (Kolozsvár, 1781. szeptember 15. – ?, 1840. augusztus 15.) magyar főnemes, Erdély kormányzója 1838-tól haláláig.

## Élete
Régi magyar főnemesi családból származott. 1817-ben már kővári adminisztrátorként tevékenykedett, majd 1827-ben erdélyi főkormányszéki alelnök és valóságos belső titkos tanácsosi címet kapott. 1838-tól haláláig Erdély főkormányzója. Utóda széki gróf Teleki József volt a Gubernium élén.